# Filmåret 1953

## Oscar: (i urval)
| Kategori:                  | Vinnare:                                   |
| -------------------------- | ------------------------------------------ |
| Bästa film:                | Härifrån till evigheten                    |
| Bästa regi:                | Fred Zinnemann (Härifrån till evigheten)   |
| Bästa manliga huvudroll:   | William Holden (Flykten från fångläger 17) |
| Bästa kvinnliga huvudroll: | Audrey Hepburn (Prinsessa på vift)         |
| Bästa manliga biroll:      | Frank Sinatra (Härifrån till evigheten)    |
| Bästa kvinnliga biroll:    | Donna Reed (Härifrån till evigheten)       |

Se här för komplett lista

## Årets filmer

### A - G
- Blixten från Titfield
- Bror min och jag
- Call me madam
- Charade
- Dansa med mej
- Den nakna sporren
- Den stora premiären
- Det var dans bort i vägen
- Drömhustrun
- Dumbom
- En skärgårdsnatt
- Fear and Desire
- Fruktans lön
- Glenn Miller Story
- Grabben med chokla' i
- Gycklarnas afton
- Gänget

### H - N
- Herrar föredrar blondiner
- Hur man får en miljonär
- Härifrån till evigheten
- I dimma dold
- I dur och skur
- Julius Caesar
- Kungen av Dalarna
- Kvinnohuset
- Kärlek, bröd och tusen kyssar
- Marianne
- Lili
- Min längtan är du
- Mogambo
- Mästerdetektiven och Rasmus [1]

### O - U
- Prinsessa på vift
- Resan till dej
- Semestersabotören
- Skuggan
- Sommaren med Monika
- SOS - vi nödlandar
- Störst är kärleken
- Teatergalen
- Ursula – flickan i finnskogarna

### V - Ö
- Vaxkabinettet
- Viaggio in Italia
- Vingslag i natten
- Vägen till Klockrike
- Välkommen, Mr. Marshall
- Världarnas krig
- Åsa-Nisse på semester[2]

## Födda
- 15 januari – Reine Brynolfsson, svensk skådespelare.
- 18 januari – Dag Malmberg, svensk regissör och skådespelare.
- 24 januari – Anders Beckman, svensk skådespelare.
- 3 februari – Tove Granditsky, svensk skådespelare.
- 4 februari – Li Brådhe, svensk skådespelare.
- 7 februari – Astrid Assefa, svensk-etiopisk skådespelare, sångerska, teaterregissör och teaterchef.
- 8 februari – Mary Steenburgen, amerikansk skådespelare.
- 9 februari – Ciarán Hinds, brittisk skådespelare.
- 12 februari – Peter Andersson, svensk skådespelare
- 23 februari – Kjell Bergqvist, svensk skådespelare.
- 10 mars
  - Christer Fant, svensk skådespelare.
  - Paul Haggis, kanadensisk regissör, manusförfattare och filmproducent.
- 12 mars – Ron Jeremy, amerikansk porrskådespelare.
- 29 april – Tore Persson, svensk skådespelare.
- 3 maj – Mats Andersson, svensk skådespelare.
- 4 maj – Göran Engman, svensk skådespelare.
- 16 maj – Pierce Brosnan, irländsk skådespelare.
- 24 maj – Alfred Molina, brittisk skådespelare.
- 29 maj – Danny Elfman, amerikansk filmmusikkompositör.
- 15 juni – Veronica Björnstrand, svensk skådespelare.
- 22 juni – Cyndi Lauper, amerikansk sångerska och skådespelare.
- 23 juni – Russell Mulcahy, australisk filmregissör.
- 20 juli – Lee Garlington, amerikansk skådespelare.
- 11 augusti – Hollywood Hogan, även känd som Hulk Hogan, amerikansk fribrottare och skådespelare.
- 16 augusti – Susanne Schelin, svensk skådespelare.
- 27 augusti – Peter Stormare, svensk skådespelare.
- 3 september – Jean-Pierre Jeunet, fransk regissör.
- 4 oktober – Tchéky Karyo, fransk skådespelare.
- 5 oktober – Anne-Li Norberg, svensk skådespelare.
- 9 oktober – Tony Shalhoub, amerikansk skådespelare.
- 11 oktober – David Morse, amerikansk skådespelare.
- 12 oktober – David Threlfall, brittisk skådespelare.
- 13 oktober – Ingalill Rydberg, svensk skådespelare.
- 6 december – Tom Hulce, amerikansk skådespelare.
- 8 december – Kim Basinger, amerikansk skådespelare.
- 9 december
  - György Dörner, ungersk skådespelare.
  - John Malkovich, amerikansk skådespelare.
- 17 december – Bill Pullman, amerikansk skådespelare.
- 31 december
  - Jane Badler, amerikansk skådespelare.
  - James Remar, amerikansk skådespelare.

## Avlidna
- 2 januari – Hilda Borgström, 81, svensk skådespelare.
- 12 januari – Maja Cassel, 61, svensk skådespelare och operettsångerska.
- 9 oktober – James "Jimmy" Finlayson, 66, skotsk-amerikansk filmkomiker, ofta i Helan och Halvan-filmer.
- 24 november – Tom Walter, 46, svensk skådespelare.

### Fotnoter
1. ↑  ”Astrid Lindgren”. http://www.astridlindgren.se/verken/filmerna/filmlista. Läst 21 mars 2011.
2. ↑  IMDB, läst 1 mars 2012